# 水族館口停留場
水族館口停留場（すいぞくかんぐちていりゅうじょう）は鹿児島県鹿児島市易居町にある鹿児島市電の停留場。鹿児島市電1系統と2系統が使用する。
いおワールドかごしま水族館の最寄駅である。

## 歴史
- 1914年（大正3年）12月20日：鹿児島電気軌道により高野山通停留場として設置。
- 1928年（昭和3年）7月1日：鹿児島市電気局に移管。
- 1933年（昭和8年）1月26日：鹿児島市交通課に移管。
- 時期不詳：廃止。
- 1956年（昭和31年）5月10日：鹿児島市交通局により県庁前停留場が設置される。
- 1996年（平成8年）11月6日：県庁移転に伴い県庁跡停留場に改名。
- 1997年（平成9年）9月3日：いおワールドかごしま水族館開園に伴い水族館口停留場に改名。

## 構造
- 2面2線の相対式ホーム。地上駅。各のりばは電車が通過しない限りいつでも行き来できる。
- 両のりばに電車接近表示機及びアナウンスがある。
- 両のりばとも車椅子の使用は可。但し、電動車椅子はホーム幅が規定に足りないため不可。
- 無人駅で、乗車券などの販売は行っていない。

### のりば
- 1系統 - 天文館、郡元、谷山方面
- 2系統 - 天文館、鹿児島中央駅、神田（交通局前）、郡元方面
- 1系統 - 鹿児島駅前方面
- 2系統 - 鹿児島駅前方面

## 利用状況
| 年度   | 1日平均 乗降人員 |
| ------ | ---------------- |
| 2011年 | 1,184            |
| 2012年 | 1,190            |
| 2013年 | 1,222            |
| 2014年 | 1,177            |
| 2015年 | 1,109            |

## 周辺
- 桜島フェリーターミナル
- いおワールドかごしま水族館（徒歩8分）
- アーバンポート21
- かごしま県民交流センター　－　旧鹿児島県庁跡地
- 鹿児島県政記念館　－　重要有形文化財指定、1925年(大正14年)9月に竣工した鹿児島県庁舎本館の玄関部分を移築。
- 裁判所（鹿児島地方裁判所・鹿児島家庭裁判所・鹿児島簡易裁判所）
- 私学校跡　－　現存している石積の外塀には西南戦争時に出来た弾痕が多数見られる。敷地は国立病院機構鹿児島医療センターとして利用されている。
- 鹿児島農政事務所
- 鹿児島市立長田中学校 - 元県立女子師範附属小学校、明治初年の廃仏毀釈までは真言宗安養院。
- 鹿児島市消防局
- 赤星パーキングビル
- JR九州バス「水族館口」バス停

## バス路線
鹿児島交通と鹿児島市営バス、南国交通、JR九州バス（北薩線）が水族館口バス停から発着している。
（下記は各系統の行先）
水族館口バス停
| 水族館口バス停（上り） |                        |              |            |
| 種別・系統番号         | 経由地                 | 行先         | 運行       |
| 1                      |                        | 鹿児島駅前   | 鹿児島交通 |
| 2                      | 鹿児島駅前             | 水族館前     | 鹿児島交通 |
| 2                      | 鹿児島駅前             |              | 鹿児島交通 |
| 4                      |                        | 鹿児島駅前   | 鹿児島交通 |
| 6-3                    |                        | 鹿児島駅前   | 鹿児島交通 |
| 11                     |                        | 鹿児島駅前   | 鹿児島交通 |
| 16                     |                        | 鹿児島駅前   | 鹿児島交通 |
| 17                     |                        | 鹿児島駅前   | 鹿児島交通 |
| 19                     |                        | 鹿児島駅前   | 鹿児島交通 |
| 23                     |                        | 鹿児島駅前   | 鹿児島交通 |
| 水族館口バス停（下り） |                        |              |            |
| 種別・系統番号         | 経由地                 | 行先         | 運行       |
| 1                      | 県庁前・平川           | 平川星和台   | 鹿児島交通 |
| 2                      | 騎射場・谷山駅前       | 動物園       | 鹿児島交通 |
| 4                      | 鹿児島中央駅・脇田     | イオン鹿児島 | 鹿児島交通 |
| 4                      | 鹿児島中央駅・イオン   | 慈眼寺団地   | 鹿児島交通 |
| 6-3                    | 県庁前・新和田橋       | 慈眼寺団地   | 鹿児島交通 |
| 11                     | 鹿児島中央駅・南高校前 | イオン鹿児島 | 鹿児島交通 |
| 17                     | 鹿児島中央駅・桜ヶ丘   | 桜ヶ丘東口   | 鹿児島交通 |
| 19                     | 鹿児島中央駅・桜ヶ丘   | 桜ヶ丘5丁目  | 鹿児島交通 |
| 23                     | 騎射場・県庁前         | 鴨池港       | 鹿児島交通 |

## その他
- 設置当初の駅名である「高野山通」とは、現在の鹿児島市長田町に真言宗の最大常乗院があり、高野山に通じるということから名づけられた。

## 隣の停留場
鹿児島市交通局
鹿児島市電1系統・2系統
桜島桟橋通停留場 - 水族館口停留場 - 市役所前停留場